# Saki (manga)
Pour les articles homonymes, voir Saki.
 (décembre 2018).
Si vous disposez d'ouvrages ou d'articles de référence ou si vous connaissez des sites web de qualité traitant du thème abordé ici, merci de compléter l'article en donnant les références utiles à sa vérifiabilité et en les liant à la section « Notes et références ».
Saki (咲-Saki-) est une série de manga écrit et dessiné par Ritz Kobayashi. L'histoire se concentre sur le quotidien d'une jeune fille en première année de lycée, Saki Miyanaga, qui est entraînée de force dans le monde du mah-jong japonais de compétition par une autre première année, Nodoka Haramura. Le manga est prépublié dans le Young Gangan, un magazine de Square Enix, depuis le 3 février 2006. Une adaptation en anime de 25 épisodes par Gonzo est diffusée pour la première fois au Japon entre avril et septembre 2009 sur la chaîne TV Tokyo.
Une histoire parallèle dessinée par Aguri Igarashi, Saki Achiga-hen episode of Side-A (咲 Saki 阿知賀編 episode of Side-A), est publiée entre septembre 2011 et avril 2013 dans le Monthly Shōnen Gangan et est ensuite adaptée en anime par Studio Gokumi. Elle est diffusée entre avril et juin 2012, avec 4 épisodes additionnels diffusés entre décembre 2012 et mai 2013.

## Histoire
Saki Miyanaga en première année de lycée, déteste le mah-jong. Enfant, sa famille la forçait à jouer et la punissait peu importe qu'elle gagne ou qu'elle perde. De ce fait, elle apprit petit à petit à garder son score à 0, afin de ne pas gagner ou perdre, mais ce qui est finalement bien plus compliqué que gagner en permanence.
Son ami d'enfance cependant, qui n'est pas au courant de ce traumatisme, la convint de visiter le petit club de mahjong de son école, l'Académie Kiyosumi. Après que les membres du club aient découvert son curieux talent, ils ne cessent d'essayer de la recruter. Après de vaines tentatives, Saki décide de rejoindre le club et de casser sa mauvaise habitude, avant de se redécouvrir un amour pour le mah-jong ainsi que pour les membres du club, qui deviennent pour elle une vraie famille. Elle se rapproche tout particulièrement de Nodoka Haramura, une jeune fille de son âge, avec laquelle elle développe une amitié profonde. L'équipe finira par se qualifier pour les tournois de la préfecture, puis pour les nationales, avec l'objectif de devenir la meilleure équipe lycéenne du Japon.
Saki : Achiga-hen se concentre sur une région de Nara, Yoshino, et suit les aventures d'une jeune fille nommée Shizuno Takakamo, une ancienne amie de Nodoka, qui allait au même club de mah-jong de l'école d'Achiga étant enfant. Quelques années après la dissolution du club et la séparation des deux amies, Shizuno aperçoit Nodoka à la télévision tandis qu'elle vient de gagner le championnat national des Collèges. Avec l'envie de voir de nouveau son ancienne amie, Shizuno décide de faire revivre le club de Mahjong d'Achiga, afin de pouvoir se retrouver dans un face à face contre Nodoka aux champions nationaux inter-lycées.
Enfin, le dernier spin-off, Shinohayu, à l'aube du temps montre l'enfance de divers joueurs professionnels de mahjong, l'histoire se concentrant sur une jeune fille nommée Shino Shiratuski qui espère retrouver sa mère disparue en passant par le monde du mahjong de compétition.

## Productions et supports

### Manga
Ecrit et illustré par Ritz Kobayashi, le manga Saki est diffusé par le magazine seinen bimensuel Young Gangan, publié par Square Enix. La diffusion du manga commença le 3 février 2006 et est toujours en cours de diffusion, avec un nouveau chapitre à chaque publication. Le premier volume fut publié le 25 décembre 2006 et au jour du 24 décembre 2016, 16 volumes sont sortis. Il n'est pas licencié en France.

### Anime
Une adaptation en animé de Saki fut annoncée dans la 24ème parution du Young Gangang. La série fut adaptée par Gonzon, dirigée par Manabu Ono et écrit par Tatsuhiko Irahata. À partir du 15e épisode, la production animatographique fut dirigée par Picture Magic. Le 31 janvier 2009, une vidéo promotionnelle de 105 secondes fut diffusée sur le site officiel de l'anime. La série débuta sur TV Tokyo et ses chaînes affiliées entre le 6 avril et le 28 septembre 2009.
Une adaptation anime de 12 épisodes du manga Saki, Achiga-Hen paraît au Japon entre le 9 avril et le 2 juin 2012. Ono et Urahata sont aussi les directeurs et les écrivains, et l'animation est réalisée par le Studio Gokumi.

### Jeux vidéo
Un jeu vidéo portant sur le mah-jong fut dévoilé en 2009 au Tokyo International Anime Fair et vendu à partir du 22 avril 2009. Gonzo collabora avec Sega pour développer ce jeu d'arcade fondé sur la série, et qui se fonde aussi sur le jeu en ligne MJ4 VerC, un jeu de mahjong. Le jeu comprend un mode solo Saki, dans lequel le joueur peut jouer avec les personnages de Saki à la place de joueurs en ligne.
Une collaboration avec la société Square Enix a été annoncée début 2021 concernant la création d'une série dérivée du manga Saki dans l'univers du jeu de rôle multijoueur Final Fantasy XIV. La version anglophone de cette série a été publiée sur la plateforme en ligne de Square Enix, MANGA UP, en avril 2023.